# Мазраее-Оудж-Овлар
Мазраее-Оудж-Овлар (перс. مزرعه اوج اولر) — село в Ірані, входить до складу дехестану Баш-Калах у Центральному бахші шахрестану Урмія провінції Західний Азербайджан.